# Natsuna Watanabe
Natsuna Watanabe ou juste Natsuna est une actrice japonaise et seiyū née le 23 mai 1989 à Saitama, au Japon.

## Biographie
Natsuna est membre de l'agence Toyota Office.

## Vie privée
Elle épouse un homme en 2021,, donne naissance à une fille en mars 2022. Elle annonce en mars 2023 être enceinte.

## Filmographie[6],[7],[8]

### En tant qu'actrice

#### Non catégorisé
- 2013 : Kankin tantei de Takurō Oikawa (ja)
- 2013 : The Tiger Mask (ja) : Ruriko Wakatsuki
- 2015 : Kagami no naka no egao tachi d'Ichiro Kita (ja)
- 2017 : Saki de Yūichi Onuma (ja)
- 2021 : 189 d'Ikuo Kamon : Shion Akiba

#### Courts métrages
- 2018 : Chef - SMBC Mobit TV CM/AD

#### Longs métrages
- 2010 : From Me to You de Naoto Kumazawa (ja)
- 2010 : Gantz de Shinsuke Satō : Kei Kishimoto
- 2011 : Gantz : Revolution (es) de Shinsuke Satō : Megumi Kishimoto
- 2014 : Koi to Onna no Hôteishiki de Shiho Kasai
- 2014 : Clover de Takeshi Furusawa (en) : Shiori Tsutsui
- 2015 : Bad Moon Rising d'Ichiro Kita (ja)
- 2015 : Tanuma ryokan no kiseki de Hisashi Ide
- 2016 : Love Revolution de Leong Tak-Sam : Zhang Xiao Ai
- 2017 : Fullmetal Alchemist de Fumihiko Sori : Maria Ross
- 2018 : Gintama 2 (Gintama 2: Okite wa yaburu tame ni koso aru) de Yūichi Fukuda (ja) : Sarutobi Ayame
- 2021 : Une porte sur l'été de Takahiro Miki : Rin Shiraishi
- 2023 : Il était une fois… un crime (en) de Yūichi Fukuda (ja)

#### Téléfilms
- 2011 : Another Gantz de Shinsuke Satō : Megumi Kishimoto
- 2011 : Ranma ½  de Ryō Nishimura (ja) : Ranma Saotome
- 2012 : Snark gari de Miyuki Miyabe
- 2013 : Fujiko no kareina ichinichi de Tetsuya Watanabe
- 2013 : Jinsei ga tokimeku katazuke no mahou de Tōya Satō (en)
- 2013 : Yo ni mo Kimyô na Monogatari: '13 Aki no Tokubetsu-hen
- 2014 : Kamen Teacher Special de Ryō Nishimura (ja) et Kyôji Ohtsuka
- 2015 : Ōedo Sōsamō (en) de Tatsuzô Inohara
- 2015 : Scoop: Yûgun Kisha Fuse Kyôichi de Takeyoshi Yamamoto
- 2017 : Saki: Special de Yūichi Onuma (ja) : Yasuko Fujita
- 2017 : Yamaonna Nikki - Yama fes ni ikô
- 2017 : Yamaonna Nikki - Alps no Jô'oh

#### Séries télévisées
- 2005 : Nobuta wo Produce (10 épisodes)
- 2006 : Gachibeka! (10 épisodes) : Seike Hikari
- 2006 : Kiraware Matsuko no Isshō (en) (11 épisodes) : Kumi
- 2007 : Erai tokoro ni totsui de shimatta! (9 épisodes)
- 2007 : Kodoku no kake: Itoshiki hito yo (11 épisodes) : Mika Inui
- 2007 : Moppu gâru (10 épisodes)
- 2009 : Voice: Inochi naki mono no koe
- 2010 : Kimi ni todoke : Ayane Yano
- 2010 : Daimajin Kanon : Saki
- 2011 : Kakutetto (1 épisode)
- 2011 : Okusama wa 18 sai (1 épisode) : Asuka Takagi
- 2011 : Ore no Sora: Keiji-hen (4 épisodes)
- 2012-2013 Jun to Ai (en) (151 épisodes) : Jun Kano
- 2013 : Doubles: Futari no keiji (9 épisodes) : Miyata Aki
- 2014 : Kimyô na koi no monogatari
- 2014 : Â, rabuhoteru gôka-ban
- 2014 : Gokuaku Gambo (1 épisode) : Yashiki Satomi
- 2014 : Last Doctor: Kansatsui Akita no Kenshi Hôkoku (1 épisode) : Rika Suyama, Yuka Goto
- 2015 : Hoteru konseruju (1 épisode) : Arisa Takagaki
- 2015 : Watashitachi ga Propose sarenai no ni wa, 101 no Riyû ga atte da na
- 2016 : Yamaonna nikki (7 épisodes)
- 2016 : 99.9 ~ Keiji Senmon Bengoshi (1 épisode)
- 2016 : Specialist (6 épisodes)
- 2016 : Saki (2 épisodes) : Yasuko Fujita
- 2017 : Soshite daremo inakunatta (1 épisode) : Saga Kana
- 2017 : Shimo Kitazawa Diehard (1 épisode)
- 2017 : Laughter Hero : Juge
- 2017 : Meishi Game (4 épisodes) : Tsukasa Yamamoto
- 2017 : Ribâsu (1 épisode) : Yuri Kawamoto
- 2018 : Deijî rakku (10 épisodes) : Kaoru Suou
- 2018 : Giver: Revenge's Giver (12 épisodes) : Kanako Iba
- 2019 : Lovely Unlovely (10 épisodes) : Ayaka Nakagawa
- 2019 : Rika (9 épisodes) : Chiaki Okadome
- 2021 : Suîto Ribenji (12 épisodes) : Mariko
- 2022 : Kojinsa Arimasu (8 épisodes) Akira Isomori (femme)

### En tant que doubleuse
- 2009 : Lupin III vs Détective Conan de Hajime Kamegaki (ja)
- 2013 : Lupin III vs Détective Conan, le film  de Hajime Kamegaki (ja) : Claudia